# Такко

40°20′24″ пн. ш. 141°9′7″ сх. д. / 40.34000° пн. ш. 141.15194° сх. д.
Та́кко (яп. 田子町, たっこまち, МФА: [tak̚.ko mat͡ɕi̥]) — містечко в Японії, в повіті Саннохе префектури Аоморі. Прозване «часниковою столицею Японії» через найвищі врожаї часнику по країні. Станом на 1 жовтня 2007 площа містечка становила 242,10 км². Станом на 1 липня 2008 населення містечка становило 6510 осіб.